# Ростовский финансово-экономический колледж
Ростовский финансово-экономический колледж — образовательное учреждение среднего профессионального образования, являющееся структурным подразделением федерального государственного бюджетного образовательного учреждения высшего образования «Ростовский государственный экономический университет (РИНХ)».
Учредитель: Российская Федерация. Функции и полномочия учредителя осуществляет Министерство образования и науки Российской Федерации.

## История
На основании Постановления коллегии НКФ РСФСР от 1 июня 1930 года на базе ростовской городской школы II ступени был создан Ростовский финансово-экономический техникум. Техникум находился в арендуемом помещении, первоначально в нём обучалось всего 150 студентов. Не имел собственного общежития, учащиеся жили на частных квартирах. В довоенный период было выпущено 1130 специалистов.
Во время Великой Отечественной войны техникум был эвакуирован в станицу Константиновскую; в 1944 году он вернулся в Ростов-на-Дону и начал прием студентов. Первый послевоенный выпуск финансистов состоялся в 1947 году. В 1960 году был построен собственный четырехэтажный учебный корпус в переулке Доломановском, где студенты и учились, и жили. В 1966 году было построено общежитие на 260 мест, в 1985 году — еще одно общежитие на 537 мест.
В 1993 году Ростовский финансовый техникум был переименован в Ростовский финансово-экономический колледж. В 2006 году колледж стал структурным подразделением федерального государственного образовательного учреждения высшего профессионального образования «Финансовая академия при Правительстве Российской Федерации» (Москва). В 2014 году колледж вошел в состав федерального государственного бюджетного образовательного учреждения высшего образования «Ростовский государственный экономический университет (РИНХ)».

## Деятельность
Структура колледжа включает три отделения, учебный отдел и методческую службу. В нём созданы 9 цикловых методических комиссий:
- ЦМК математических, общих естественнонаучных дисциплин и информатики;
- ЦМК финансов;
- ЦМК экономики и бухгалтерского учета;
- ЦМК право и организация социального обеспечения;
- ЦМК коммерции;
- ЦМК банковского дела;
- ЦМК социально-экономических дисциплин;
- ЦМК филологических дисциплин;
- ЦМК физической культуры и безопасности жизнедеятельности.

Имеется библиотека, фонд которой составляет около 40 тысяч экземпляров книг и пособий.

## Руководители
Первым возглавил техникум Касперовский Г.А. Затем в числе его руководителей были Дворкина С.Я., Вишневецкий С.И., Гладков А.В., Сладков М.О. В 1953 году директором техникума стал Михаил Дмитриевич Савин. 
В 1964 году техникум возглавил Михаил Павлович Марченко — заслуженный учитель школы РСФСР. 
С 2004 по 2015 год Ростовский финансово-экономический колледж возглавляла Войницкая Зоя Васильевна, в прошлом – выпускница этого же техникума.
С 2015 по 2022 директором колледжа был  доктор экономических наук, профессор Артур Гайкович Хачатрян. 
В настоящее время директором колледжа является кандидат экономических наук, доцент - Сычёв Роман Александрович. 